# 4 Page Letter
"4 Page Letter" é uma canção da cantora norte-americana Aaliyah, presente em seu segundo álbum de estúdio, One in a Million (1996). Lançada como quarto single do álbum pela Blackground Records e Atlantic Records em 11 de março de 1997, foi escrita por Missy Elliott e Timbaland, que também foi o produtor. Musicalmente, é uma canção R&B na qual a narradora expressa seus sentimentos amorosos na forma de uma carta.
Após seu lançamento, a canção foi recebida com avaliações geralmente positivas dos críticos musicais, com muitos elogiando a entrega vocal de Aaliyah e sua produção. Nos Estados Unidos, "4 Page Letter" alcançou a 12ª posição da tabela R&B/Hip-Hop Airplay e a 26ª colocação da tabela Rhythmic da Billboard. Internacionalmente, a canção atingiu a 24ª posição da UK Singles Chart e o número 49 na Nova Zelândia.
O videoclipe de "4 Page Letter" foi dirigido por Daniel Pearl, enquanto seu roteiro foi criado pelo irmão de Aaliyah, Rashad Haughton. O clipe retrata a cantora em um cenário de vila enquanto ela secretamente observa sua paixão. O videoclipe foi aclamado pela crítica, com muitos críticos comparando o vídeo a vários filmes de sobrevivência e programas de televisão.

## Composição
Em "4 Page Letter", Aaliyah "expressa sua afeição por um cara que chamou sua atenção", comunicando seus sentimentos por ele na forma de uma carta de amor. "Cantando 'Mamãe sempre me disse para ter cuidado com quem eu amo / E papai sempre me disse para ter certeza de que ele estava certo / Eu sempre tive meus olhos neste cara em particular / Eu era muito tímida, então decidi escrever', Aaliyah fica íntima de seu amor - anseia pelo cara e decide tirar seus sentimentos de seu peito escrevendo uma carta detalhada, que podemos ver em forma de áudio".
Em Setembro de 2021, Elliott revelou que as primeiras linhas de Aaliyah só surgiram após um erro. Elliott twittou: “Quando eu estava na cabine cantando isso, meu engenheiro colocou a música muito baixa, então eu estava dizendo a ele para aumentar, mas Aaliyah pensou que eu estava pedindo para ela falar isso, então ela cantou como eu fiz na demo, mas foi um erro... mas [Aaliyah] amou o erro, então eu disse a Jimmy, o engenheiro, para continuar aumentando a música na faixa toda vez que ela dissesse "aumente o volume" para que fizesse sentido para os ouvintes, para não pensarem que éramos loucos”.

## Recepção da crítica
Ross Scarano da Complex elogiou a produção da música dizendo: "A produção de Timbaland é como um labirinto assombrado que você anda. E a recompensa final que você encontra, aquela linha lânguida de sintetizador em quase cinco minutos, é tão pegajosa e fina que você não pode ajudar mas clique em reproduzir para encontrá-lo novamente". Nakita Rathod do HotNewHipHop sentiu que a "batida lenta, mas sexy" se encaixa bem com a voz de Aaliyah. Kenneth Partridge, da Billboard, sentiu que Aaliyah exibiu um exemplo "impressionante" de maturidade além de seus anos em "4 Page Letter". Ele também sentiu que ela tratava a "batida de tecido de Timbaland como papel de carta fino". Em uma crítica ao álbum One in a Million, Connie Johnson do Los Angeles Times elogiou a canção e a chamou de "suavemente comovente". De acordo com Bob Waliszewski do Plugged In, a canção "encontra a artista relembrando e seguindo os conselhos de seus pais". Bianca Gracie da Fuse acredita que "4 Page Letter" continua sendo uma das melhores baladas da discografia de Aaliyah.

## Desempenho nas tabelas musicais
"4 Page Letter" foi lançada como o quarto single do álbum em 11 de março de 1997 e a canção atingiu a 12ª posição da parada R&B/Hip-Hop Airplay em 19 de abril de 1997. Na parada rítmica a canção chegou ao número 26 durante a semana de 17 de maio de 1997. No Reino Unido a canção atingiu a 24ª posição na UK Singles Charts em 30 de maio de 1997. Em 24 de agosto de 1997, a canção alcançou as posições de número 16 e 9 nas paradas de dança e de R&B do Reino Unido, respectivamente.

## Clipe

### Antecedentes
O videoclipe de "4 Page Letter" foi dirigido por Daniel Pearl e o conceito do videoclipe foi criado pelo irmão de Aaliyah, Rashad Haughton. O conceito do vídeo era no estilo de um conto e foi traduzido em um curta-metragem. Pearl elaborou o processo de tratamento do vídeo dizendo "Basicamente, escrevi como um filme, descrevi cena por cena, algumas descrições de como seriam as tomadas, etc. Partimos daí". O vídeo foi filmado em um lugar chamado Sable Ranch na Califórnia e, de acordo com o diretor, Sable Ranch fica a cerca de 45 minutos de Los Angeles. Enquanto discutia a localização do vídeo em uma entrevista, Pearl disse "Eu tive um ótimo designer de produção e basicamente fomos para uma floresta existente e vestimos com um pouco do vintage e algumas das coisas para torná-lo mais interessante do que era, demorou alguns dias". A cena de abertura do vídeo foi filmada com um grande guindaste e Pearl explicou que foi "um braço de guindaste com 75 pés de comprimento que veio da Rússia. Com aquele guindaste na floresta, começamos a subir acima das árvores e escurecemos o fundo e a luz do sol entrava por entre as árvores. Descemos e pegamos Aaliyah enquanto ela atravessa um riacho".

### Recepção
O videoclipe de "4 Page Letter" estreou em 20 de abril de 1997 nos canais à cabo como BET, The Box e MTV. Durante a semana de 8 de junho de 1997, o clipe foi o 29º mais reproduzido na MTV. Enquanto isso, o videoclipe foi o 20º mais tocado no canal BET na semana de 15 de junho de 1997. Bianca Grase da Fuse acredita que o videoclipe de "4 Page Letter" "levou a mensagem romântica para casa".

## Lista de faixas e formatos
| "4 Page Letter" — UK CD1 single |                                               |                                  |              |         |  |
| N.º                             | Título                                        | Compositor(es)                   | Produtor(es) | Duração |  |
| 1.                              | "4 Page Letter" (Versão editada)              | Melissa Elliott Timothy Mosley   | Timbaland    | 3:34    |  |
| 2.                              | "4 Page Letter" (Timbaland's Main Mix)        | Elliott Mosley                   | Timbaland    | 4:37    |  |
| 3.                              | "4 Page Letter" (Quiet Storm Mix)             | Elliott Mosley                   | Timbaland    | 4:33    |  |
| 4.                              | "Death of a Playa" (part. de Rashad Haughton) | Aaliyah Haughton Rashad Haughton | Timbaland    | 4:53    |  |

| "4 Page Letter" — UK CD2 single |                                                    |                |                     |         |  |
| N.º                             | Título                                             | Compositor(es) | Produtor(es)        | Duração |  |
| 1.                              | "4 Page Letter" (Versão editada)                   | Elliott Mosley | Timbaland           | 3:34    |  |
| 2.                              | "One in a Million" (Remix) (com part. de Ginuwine) | Elliott Mosley | Timbaland           | 5:06    |  |
| 3.                              | "One in a Million" (Nitebreed Monogolodic Dub)     | Elliott Mosley | Timbaland Nitebreed | 9:52    |  |
| 4.                              | "One in a Million" (Nitebreed Bootleg Mix)         | Elliott Mosley | Timbaland Nitebreed | 7:13    |  |

## Tabelas musicais
| Tabelas musicais (1997)                                     | Melhor posição |
| ----------------------------------------------------------- | -------------- |
| Escócia (OCC)                                               | 94             |
| Estados Unidos - Mainstream R&B/Hip-Hop Airplay (Billboard) | 8              |
| Estados Unidos - Radio Songs (Billboard)                    | 59             |
| Estados Unidos - R&B/Hip-Hop Airplay (Billboard)            | 12             |
| Estados Unidos - US Rhythmic (Billboard)                    | 26             |
| Nova Zelândia (Recorded Music NZ)                           | 49             |
| Reino Unido - UK Dance (OCC)                                | 14             |
| Reino Unido - UK R&B (OCC)                                  | 9              |
| Reino Unido - UK Singles Charts (OCC)                       | 24             |
| União Europeia - European Hot 100 Singles                   | 97             |

| Tabelas musicais (2021)                                     | Melhor posição |
| ----------------------------------------------------------- | -------------- |
| Estados Unidos - Digital Song Sales (Billboard)             | 26             |
| Estados Unidos - R&B Digital Song Sales (Billboard)         | 5              |
| Estados Unidos - R&B/Hip-Hop Digital Song Sales (Billboard) | 8              |